# Никола Дабев
Никола Петров Дабев е български учител и националреволюционер.

## Биография
Никола Дабев е роден през октомври 1849 г. в град Севлиево. Учи в родния си град при учителите Никола Иванов и Марин Софрониев. Трудовия си път започва като учител в Хаджистояновото училище в Севлиево (1868).
Включва се в организираната националноосвободителна борба. Секретар на Севлиевския частен революционен комитет на ВРО (1871). След Арабаконашкия обир комитета остава незасегнат от разкритията на османската полиция.
Работи като учител в село Ново село (дн. град Априлци) от 1873 г. Тук утвърждава новобългарските просветни разбирания.
Включва се в Новоселския частен революционен комитет на ВРО и е негов председател (1874). Работи заедно с Христо Иванов-Големия, Стефан Пешев и Йонко Карагьозов.
Главен организатор на [[Априлско въстание|Априлското въстание (1876) в района на село Ново село. След решението на историческия връх „Бабан“ дава сигнала за въстанието в селата Ново село, Кръвеник и Батошево (3 май 1876). Обявява създаването на Новоселската република. Участва в боевете при „Дебневския боаз“.
След погрома на въстанието е заловен на 20 май 1876 г. и изпратен в Пловдив. Осъден е от Търновския военнополеви съд на смърт чрез обесване. Присъдата е изпълнена на 2 юли 1876 г. в град Севлиево. Обесен е заедно с Ради Попмихов, Павли Венков, Велчо Ночев, Христо Филев и Иван Преснаков.
Улица в град Севлиево е наименувана „Никола Дабев“.